# Nave caserma

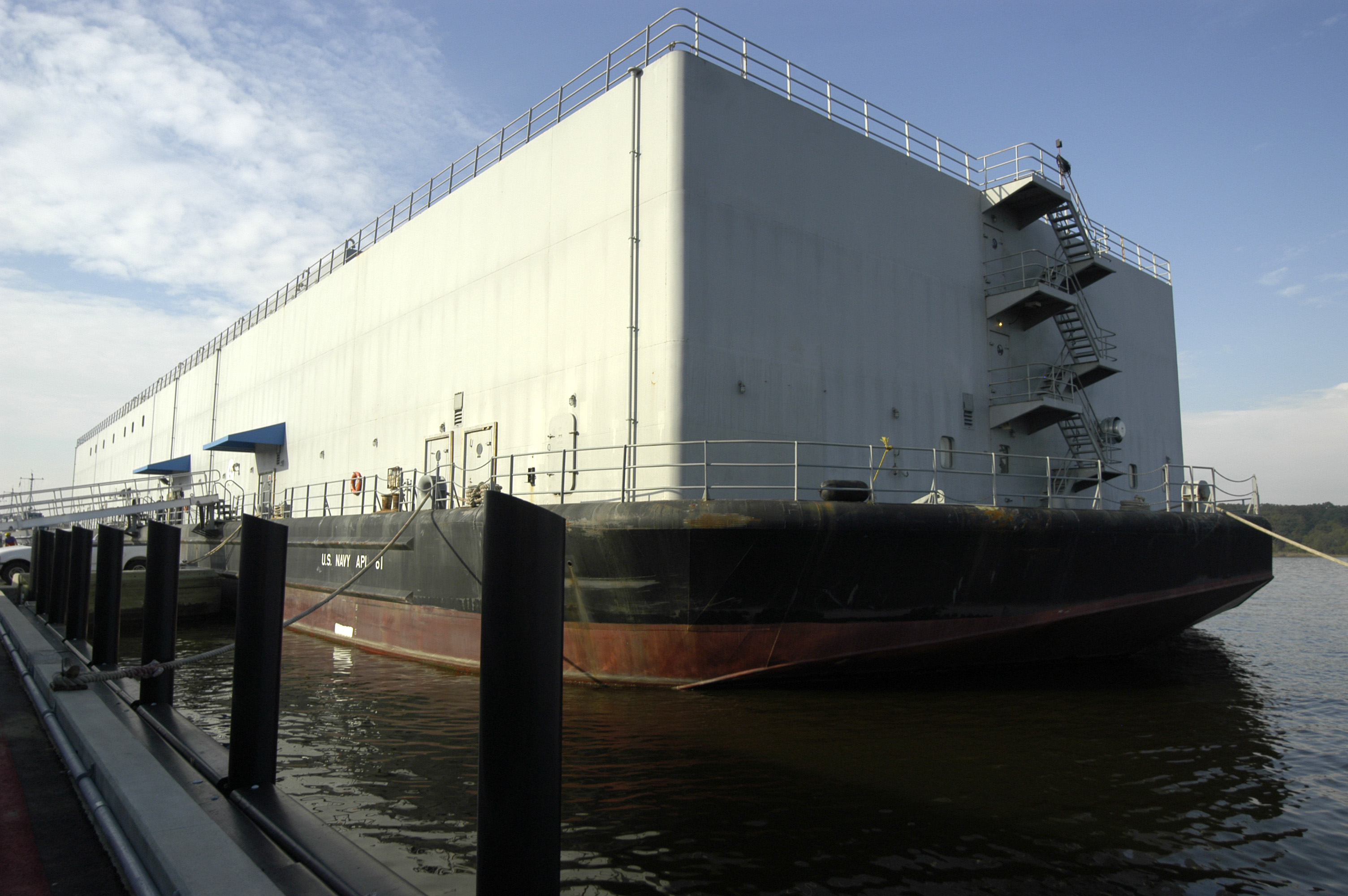
La nave caserma statunitense APL-61 nel 2003

Con il termine "Nave caserma" o "Chiatta caserma" si intende, in ambito militare, una unità navale o una chiatta non semovente contenente un tipo di sovrastruttura adatto per l'uso di caserma temporanea per i marinai.
In ambito civile, il termine equivalente utilizzabile è "Nave alloggio" o "Nave sistemazione".

## Regia Marina
Unità navali della Regia Marina impiegate come caserme nel corso della loro vita operativa:
- Agostino Barbarigo, avviso
- Capraia, goletta
- Giulio Cesare, nave da battaglia
- Varese, cannoniera

## Royal Navy
Unità navali della Royal Navy impiegate come caserme nel corso della loro vita operativa:
- HMS Canopus, nave da battaglia

## United States Navy
Unità navali della United States Navy impiegate come caserme nel corso della loro vita operativa o appositamente progettate a tale scopo (APB):
- USS Benewah (APB-35)
- USS Colleton (APB-36)
- USS Echols (APB-37)
- USS Marlboro (APB-38)
- USS Mercer (APB-39)
- USS Nueces (APB-40)
- USS Wythe (APB-41)
- USS Yavapai (APB-42)
- USS Yolo (APB-43)
- USS Presque Isle (APB-44)
- USS Blackford (APB-45)
- USS Dorchester (APB-46)
- USS Kingman (APB-47)
- USS Vandenburgh (APB-48)
- USS Accomac (APB-49) o (LST-710)
- USS Cameron (APB-50)
- USS DuPage (APB-51)
- USS Olympia (C-6), incrociatore protetto